# 黃名緯
黃名緯（英語：Ng Ming Wei，1994年11月20日—）是新加坡男子跆拳道運動員。他於2017年英聯邦跆拳道錦標賽在男子58公斤以下獲得金牌，成為第一位新加坡人在英聯邦跆拳道錦標賽的對打項目獲得金牌。他也在2015的東南亞運會男子54公斤以下獲得銅牌。截至2019年1月，他在Instagram上共收集了47,500名粉絲，使他成為新加坡最受關注的運動員之一。